# Costitachys
Costitachys is een geslacht van kevers uit de familie van de loopkevers (Carabidae). De wetenschappelijke naam van het geslacht is voor het eerst geldig gepubliceerd in 1974 door Erwin.

## Soorten
Het geslacht Costitachys omvat de volgende soorten:
- Costitachys inusitatus Erwin, 1974
- Costitachys tena Erwin & Kavanaugh, 2007